# Clair Patterson
Clair Cameron Patterson (Mitchellville, 2 de junho de 1922 — Sea Ranch, 5 de dezembro de 1995) foi um geoquímico estadunidense.
Em colaboração com George Tilton, Clair desenvolveu o método de datação urânio-chumbo e, utilizando chumbo isotópico do meteorito de Canyon Diablo, ele foi capaz de calcular a idade do planeta Terra, hoje estabelecida em 4,55 bilhões de anos, uma datação muito mais precisa do que aquela existente na época e que sofreu poucas mudanças desde 1956.
Clair também foi o primeiro a se deparar com a contaminação por chumbo nos anos 1940, ainda como estudante de graduação da Universidade de Chicago. Seu trabalho levou a uma reavaliação do crescimento de uso e concentração de chumbo industrial na atmosfera e no corpo humano, e sua campanha e estudos levaram ao banimento do tetraetilchumbo da gasolina e das soldas em latas de alimentos.

## Vida pessoal
Clair (Pat) Patterson nasceu em Mitchellville, Iowa, em 1922, graduando-se na faculdade local de Grinnel em química, onde conheceu sua futura esposa, Lorna McCleary. Os dois então foram para a Universidade de Iowa, onde ele obteve mestrado em espectroscopia molecular. De lá, ambos foram para o Projeto Manhattan, primeiro na Universidade de Chicago e sem seguida para Oak Ridge, no Tennessee, onde ele se deparou com a espectrometria de massa.
Com o fim da guerra, o casal retornou a Chicago, onde Lorna começou a trabalhar com pesquisa em espectroscopia infravermelha para auxiliar o marido em seu doutorado, na universidade. Após um ano de pós-doutorado, Clair foi para a divisão de geologia da CALTECH, em 1952, sendo um dos fundadores do programa de geoquímica. Clair trabalharia o resto da vida na CALTECH. Ele e Lorna tiveram quatro filhos.

## A idade da Terra
Com o fim da Segunda Guerra Mundial, Clair voltou para a Universidade de Chicago para trabalhar com seu orientador de doutorado, Harrison Brown. Brown, conhecendo a experiência do orientando com espectrometria de massa, escalou-o para trabalhar junto de George Tilton com datação de zircões. O zircão é extremamente útil em datação já que, ao se formar, ele é capaz de armazenar pequenas imperfeições contendo urânio. Assim, se dentro do zircão existirem traços de chumbo, ele é resultado do decaimento do urânio. O processo é conhecido como datação de urânio-chumbo.
Clair e George tinham que medir a concentração e composição isotópicas dos elementos dentro dos zircões. George deveria medir a quantidade de urânio, Clair a de chumbo. Seu principal objetivo era o de descobrir a composição primordial de chumbo no planeta. E ao fazer isso, ele poderia estimar a idade do sistema solar e assim a da Terra, usando a mesma técnica com meteoritos.
Logo que a dupla começou a trabalhar, Clair percebeu que suas amostras estavam contaminadas com chumbo. Eles sabiam a idade das rochas ígneas das quais os zircões vieram, pois as datações de urânio confirmavam suas idades, mas os dados de Clair sempre apontavam um excesso de chumbo. Depois de seis anos, sua equipe publicou um artigo sobre métodos de determinação de idades de cristais de zircão, e Clair obteve seu Ph.D, mas não estava nem perto de determinar a idade da Terra.
Quando Harrison Brown recebeu financiamento da Comissão de Energia Nuclear para continuar seu trabalho de datação em Pasadena, Califórnia, ele convidou Clair para se juntar a ele. Assim, Clair pode construir seu próprio laboratório, totalmente protegido de contaminantes, com ar e temperatura controlados para impedir quaisquer contaminações. Ele também limpou com ácido todos os equipamentos e até destilou todos os produtos químicos enviados a ele. Clair criou a primeira sala estéril em uma universidade para impedir que seus dados fossem contaminados. Assim, ele conseguiu terminar seu trabalho sobre o meteorito Canyon Diablo.
Utilizando um espectrômetro de massa do Argonne National Laboratory, ele isolou o chumbo do meteorito, conseguindo dados isotópicos, com os quais estabeleceu a idade tanto do meteorito quanto da Terra, publicados em um artigo de 1956.

## A evolução geoquímica da Terra
Sua habilidade de isolar quantidades ínfimas de chumbo de rochas e determinar sua composição isotópica levou-o a examinar o chumbo em sedimentos oceânicos de amostras vindas do Atlântico e do Pacífico. Ele estabeleceu que a concentração de chumbo presente no ambiente era 80 vezes maior do que aquela depositada nos sedimentos oceânicos. O ciclo geoquímico do chumbo estava desequilibrado devido à ação antropogênica.
Clair também descobriu que o fundo dos oceanos continha três a dez vezes menos chumbo do que a água superficial, em contraste com outros metais, como o bário. Isso o levou a duvidar do senso comum de que as concentrações de chumbo  elevaram-se naturalmente, o que o levou aos seus problemas iniciais de contaminação de chumbo. Partindo para locais ermos a fim de coletar amostras, como na Groenlândia, ele determinou, através de núcleos de gelo, que os níveis atmosféricos de chumbo começaram a crescer vertiginosa e perigosamente logo após a adição do tetraetilchumbo na gasolina, já que ele reduzia o choque da combustão no núcleo do motor. Clair logo descobriu que ao longo da cadeia de fabricação, o chumbo vinha contaminando suas amostras. Devido às profundas implicações à saúde pública, Clair dedicou sua vida a convencer a opinião pública e o governo em remover o chumbo do meio ambiente.

## Campanha contra o chumbo
Em 1966, ele publicou o artigo Contaminated and Natural Lead Environments of Man, em que tentava atrair a atenção pública para o problema de aumentar os níveis de chumbo no ambiente, na cadeia alimentar e nos processos industriais. Logo, encontraria forte oposição de renomados especialistas, como Robert A. Kehoe.
Clair lutou contra a indústria do petróleo para remover o chumbo dos combustíveis. Seu trabalho foi fortemente boicotado pelas indústrias que financiavam pesquisas. Em 1971, ele foi excluído do Conselho Nacional de Pesquisa do grupo de contaminação atmosférica de chumbo, mesmo sendo ele o maior especialista no assunto. Os Estados Unidos estabeleceram que gasolina sem chumbo passasse a entrar em uso em todos os carros que fossem lançados a partir de 1975, mas os esforços de Clair só foram concretizados em 1986. No final de 1990, os níveis de chumbo no sangue dos norte-americanos caiu em 80%.

## Morte
Clair Patterson faleceu em sua casa, em Sea Ranch, Califórnia aos 73 anos, em 5 de dezembro de 1995, devido a uma severa crise de asma. Ele foi sepultado no Cemitério de Mitchellville, em Iowa.

## Prêmios
- Medalha J. Lawrence Smith, 1973 (National Academy of Sciences)
- Prêmio V. M. Goldschmidt, 1980 (Geochemical Society)
- Prêmio Tyler de Conquista Ambiental, 1995 (Universidade do Sul da Califórnia)